# Ґорьо

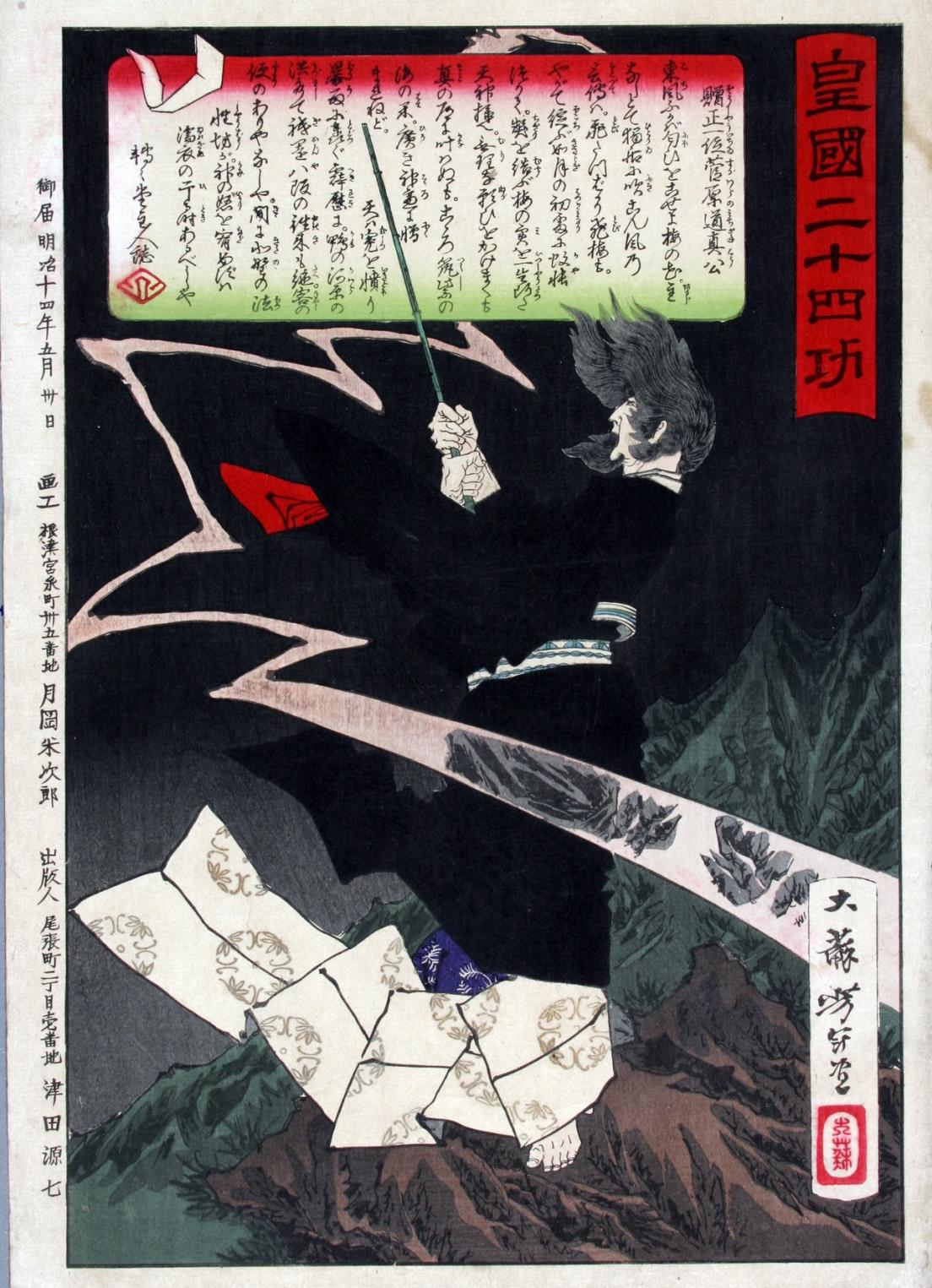
Укійо-е художника Цукіоки Йошітоші, що зображує Суґавара-но-Мічідзане як Тенджіна (камі грому). Після смерті Суґавара-но-Мічідзане блискавка вдарила у палац. Таким чином було вбито і поранено багатьох впливових людей, причетних до його вигнання, тому Суґавара-но-Мічідзане був закріплений у Темманґу (Синтоїстських святилищах) як Тенджін.

У широкому значенні Ґорьо (яп. 御霊 ) - це почесне найменування для духів, особливо тих, що стають привидами. Цей термін використовують як синонім до онрьо (怨霊, мстиві японські привиди). У вужчому сенсі термін стосується людини, яка за життя була знатною або успішною, але програла боротьбу за владу або передчасно померла від епідемії чи іншої хвороби, ставши оньо, що приносить моровицю або голод. Після перетворення духа на мстивого привида його увінчували як камі у синтоїстських святинях. До прикладу, у "Сандаі Джіцукору" (історичному японському документі) згадується, що шість Шінто святинь були присвячені поклонінню ґорьо, які були духами людей, що померли з неприродніх причин. Трохи пізніше було споруджено ще дві святині, загалом утворюючи вісім храмів, присвячених ґорьо.
Ґорьо Шінко (御霊信仰, віра в ґорьо) - це віра в те, що онрьо померлих нещасливою смертю, викливають привидів і стихійні лиха. Також Ґорьо Шінко пропонує надавати злим духам статус камі для їхнього заспокоєння.

## Опис
Назва складається з двох канджі : 御 (go), що означає почесний, і 霊 (ryō), що означає душа або дух.
До періоду Нара (710–794) існувало вірування, що духи тих, хто помер з образою чи гнівом після несправедливого ставлення до них за життя, ставали привидами. Однак від періоду Нара до періоду Хейан (794–1185) люди почали вірити, що духи тих, хто помер після поразки в боротьбі за владу серед знаті, спричиняли чуму та природні катаклізми. Для того, щоб заспокоїти розгнівані духи, японці зводили синтоїстські святині та надавали мстивим привидам статус камі. Вперше так вшанували дух принца Савари, який був позбавлений права наслідного принца на престол та був засланий на острів Аваджі, де йому призначалося померти у 785 році. Люди вірили, що епідемію чуми, що розповсюдилась у Кіото після смерті принца, спричинив його злий дух. Тож у 794 році в Кіото для заспокоєння привида наслідного принца було зведено храм Каміґорьо, а його дух визнано камі. . 

Прикладом ґорьо є синтоїстський камі, якого знають як Тенджін:
Урядовий чиновник Суґавара-но-Мічідзане був убитий під час змови суперника з клану Фуджівара . У роки після його смерті столиця потерпала від сильних злив та блискавок. Повені і пожежі знищили багато резиденцій, а його головний суперник з клану Фуджівара та наслідний принц імператора Дайґо загинули. Суд дійшов висновку, що заворушення були спричинені онрьо Мічідзане. Щоб заспокоїти ґорьо чиновника імператор повернув йому усі посади й підвищив його посмертно до Старшого Другого Рангу, а офіційний наказ про вигнання було спалено. Навіть цього виявилося недостатньо, тому через 70 років його підняли до посади Дайджьо-дайджіна, і йому було надано статус Тенджін-сама, що означає «небесне божество». Він став богом-покровителем каліграфії, поезії та тих, хто страждає від несправедливості. У Кітано було засновано храм для заспокоєння духу Мічідзане. Завдяки підтримці уряду храм одразу ж піднесли до першого рангу офіційних святинь. 

## Дивіться також
- Імператор Сутоку
- Японський фольклор
- Онрьо
- Тайра но Масакадо
- Юрей
- Інь мяо
- Спільний кінець безлічі добрих справ
- Привиди в китайській культурі

## Зовнішні посилання
- Зоюраження Ґорьо для японських сімей
- Go[ <span title="Dead link tagged October 2017">постійне мертве посилання</span> ]ryo Shinko - The Religion of Ghosts - Стаття про релігію Ґорьо періоду Хейан на hyakumonogatari.com